# Eli Iserbyt
Eli Iserbyt (født 22. oktober 1997) er en professionel cykelrytter fra Belgien, der er på kontrakt hos Pauwels Sauzen-Cibel Clementines. Han foretrukne disciplin er cykelcross.
Den 8. november 2020 vandt han sit første europamesterskab i cyklecross på eliteniveau.